# إريك بلونت
اريك بلونت (بالإنجليزية: Eric Blount)‏ هو لاعب كرة القدم الكندية أمريكي، ولد في 22 سبتمبر 1970 في آيدن في الولايات المتحدة.